# ديشار بونيني
ديشار بونيني (الاسم العلمي: Pteris boninensis) هو نوع نباتي يتبع جنس الديشار من فصيلة الديشارية.